# 아이라이프
아이라이프(iLife)는 애플사가 OS X용으로 제작 및 판매하고 있는 멀티미디어 응용 소프트웨어 제품군이다. 아이라이프 '09 이후로 사진의 편집 관리를 위한 아이포토(iPhoto), 동영상 편집 관리를 위한 아이무비(iMovie), DVD 제작 소프트웨어인 아이디비디(iDVD), 음악 제작을 위한 개러지밴드(GarageBand), 홈페이지 제작 소프트웨어 아이웹(iWeb) 등 다섯가지의 소프트웨어로 구성되어 있다. 현재 애플사에서 판매하고 있는 맥 컴퓨터에는 기본적으로 아이라이프가 설치되어 있지만 재설치를 위해서는 별도로 구매하여야 한다.

## 기원
애플의 최고경영자인 스티브 잡스가 애플사에 돌아온 뒤에, 그는 매킨토시를 디지털 라이프스타일의 중심으로 초점을 맞추기 시작하였다. 원래의 아이맥은 이 개념을 개발하고 있던 첫 단계였다. 매킨토시 컴퓨터뿐 아니라 컴퓨팅에 이르기까지 이를 적용하였으며, PC 컴퓨터가 곧 폼 팩터 디자인을 바꾸기 시작하였다. 애플의 중점적인 설계, 프로그래밍, 미디어 산업에서 일하지 않는, 매킨토시를 구입하는 사람들의 관심에 응하기 위해 애플사는 높은 품질의, 소비자 지향의, 통일된 룩 앤드 필을 갖춘 소프트웨어 제품군을 개발하였다. 아이튠즈와 아이튠스 소프트웨어의 결합과 더불어 MP3 플레이어 시장에서의 아이팟이 인기를 지속적으로 끌면서 애플은 개인용 컴퓨터 시장에서 중요한 회사의 하나로 다시 병합하게 되었다.
아이무비, 아이튠즈, 아이DVD, 아이포토, 게러지밴드, 아이웹의 첫 버전이 순서대로 출시되기 시작했다. 아이무비, 아이튠스, 아이포토는 초기에 애플의 웹사이트에서 무료로 내려 받아 사용할 수 있었던 반면, 아이DVD는 슈퍼드라이브가 설치되어 있는 컴퓨터에만 사용할 수 있었다.
2003년 1월에, 이러한 프로그램들은 모두 "아이라이프" 패키지로 통합되었다. 아이튠스는 무료 프로그램으로 남아 있지만, 최신 버전의 구성 요소는 아이라이프 패키지를 구입하거나 새로운 매킨토시 컴퓨터를 구입해야만 사용할 수 있다.

## 출시 버전
- 아이라이프: 2003년 1월 3일에 맥월드 콘퍼런스 & 엑스포에 소개되었다.
- 아이라이프 '04: 2004년 1월 6일에 맥월드 콘퍼런스 & 엑스포에 소개되었다.: 제규어 이상의 S X 요구
- 아이라이프 '05: 2005년 1월 11일에 맥월드 콘퍼런스 & 엑스포에 소개되었다.: 펜터 이상의 OS X 요구
- 아이라이프 '06: 2006년 1월 10일에 맥월드 콘퍼런스 & 엑스포에 소개되었다.: 펜터, 타이거 이상의 OS X 요구
- 아이라이프 '08: 2007년 8월 7일에 맥월드 콘퍼런스 & 엑스포에 소개되었다.: 타이거, 레퍼드 이상의 OS X 요구
- 아이라이프 '09: 2009년 1월 29일에 맥월드 콘퍼런스 & 엑스포에 소개되었다.: 레퍼드, 스노 레퍼드 이상의 OS X 요구
- 아이라이프 '11: 2010년 10월 20일 공개. : 스노 레퍼드, 라이온 요구
- 아이라이프 2013 업데이트: 2013년 10월 22일 공개.

## 같이 보기
- 아이워크
- .Mac